# Odrodzenie Portugalskie

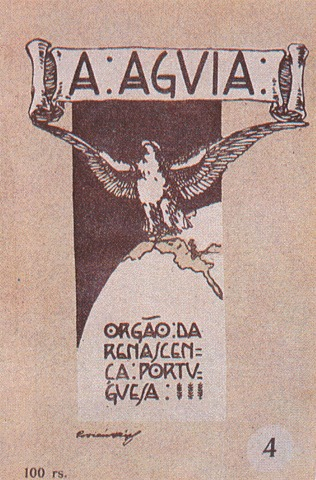
Okładka pisma „A Águia” z 1912 roku

Odrodzenie Portugalskie (port. Renascença Portuguesa) – portugalska grupa literacka, założona w Porto w 1912 roku z inicjatywy poety Teixeiry de Pascoaes. Z grupą związani byli m.in. Jaime Zuzarte Cortesão, Leonardo Coimbra, Álvaro Pinto, Augusto Gil, Alfonso Duarte, António Correia de Oliveira i Augusto Casimiro. Jej organem było czasopismo „A Águia” (pl. 'orzeł'), ukazujące się w latach 1910–1932. Ze względu na swoje poglądy, członkowie grupy bywali nazywani „pokoleniem republiki” (port. geração de República). 
Grupa popierała ustrój republikański, postulowała także odnowienie portugalskiego ducha narodowego, kojarzonego przez Teixeirę de Pascoaes z saudade – charakterystyczną dla Portugalczyków formą nostalgii i melancholii. Nurt literacki afirmujący saudade został nazwany saudosismo. Pisarz nawiązywał również do mitu Luzytanii, pierwotnej krainy portugalskiej, zamieszkanej przez waleczny naród, podbitej przez cesarstwo rzymskie. Swoje idee de Pascoaes zawarł m.in. w esejach Duch Luzytanii i saudosizm (O Espírito Lusitano e o Saudosismo) i Charakter portugalski (O Gênio Português).
Do tomów poetyckich opublikowanych w ramach grupy należały m.in.: A Minha Terra (Moja ziemia) de Oliveiry oraz tomy Teixeiry de Pascoaes – Para a Luz (Ku światłu), A Minha Alma (Moja dusza), Jesus e Pã (Jezus i Pan) oraz Senhora da Noite (Pani Nocy).
W 1919 roku część sympatyków Odrodzenia Portugalskiego odłączyła się od grupy, zrażona mistyczną stylistyką propagowanej przez nią poezji, korzystającej przede wszystkim z wzorów romantycznych. Założyli oni grupę Grupo da Biblioteca Nacional oraz czasopismo „Sera Nova”, w którym propagowali twórczość realistyczną i nowoczesną.